# Ingram MAC-10
Ingram MAC-10 (Military Armament Corporation Model 10, oficiálně M-10) je kompaktní samopal americké výroby. Designem připomíná izraelský samopal Uzi. V 60. letech ho navrhl konstruktér Gordon B. Ingram. Vyrábějí se dvě verze samopalu.
Ingram model 10 (MAC 10) používá střelivo .45 ACP nebo 9 mm Luger. Má značně vysokou rychlost střelby, což zvyšuje palebné pokrytí, ale na druhou stranu je při střelbě obtížněji ovladatelný.
Ingram model 11 (MAC 11) je kompaktnější verze, která se liší pouze zmenšenou velikostí. Používá ne tolik výkonný náboj 9 mm Short.
Ústí většiny samopalů Ingram je vybaveno závitem pro montáž tlumiče, který je opatřen vrstvou žáruvzdorného materiálu (Nomex) a lze jej tak využít při držení zbraně.
Samopal byl vyráběn několika firmami. Například Military Armaments Corporation of Georgia, podle čehož vzniklo i označení "MAC". Nebo společností SWD Inc. byl vyráběn jako Cobray M11

## Uživatelé
- Bolívie[1]
- Chile[2]
- Polsko[1]
- Dominikánská republika[2]
- Řecko[1]
- Guatemala[1]
- Honduras[1]
- Izrael[1]
- Portugalsko[1]
- Saúdská Arábie[2]
- Španělsko: Používána různými policejními sbory.[3]
- Spojené království: Používána SAS.[2]
- USA: Používána speciálními jednotkami jako LRRP a Navy SEALs, ve Vietnamu.[2][4]
- Venezuela[1]